# Petra Martić
Petra Martić (hr[pêtra mâːrtitɕ]; n. 19 ianuarie 1991, Split, RSF Iugoslavia) este o jucătoare profesionistă de tenis din Croația. Ea a atins locul actual 31 în ianuarie 2019 și are un titlu WTA single și un titlu de serie WTA 125k. 